# Xiye Bastida
Xiye Bastida   (Atlacomulco, 18 d'abril de 2002) és una activista climàtica mèxico-xilena i membre de la nació autòctona-tolteca mexicana. És una de les principals organitzadores de Fridays for Future a la ciutat de Nova York i ha estat la veu capdavantera per a la visibilitat indígena i immigrant en l'activisme climàtic. Forma part del comitè d'administració de People's Climate Movement, membre d'Extincion Rebellion i Sunrise Movement.

## Infància i educació
Bastida va néixer a Atlacomulco, Mèxic, els seus pares són Mindahi i Geraldine, que també són ecologistes. Es va criar a la ciutat de San Pedro Tultepec, a Lerma. És d'origen otomi-tolteco (mexicà indígena) i bolivià per part del seu pare, i de descendència xilena i europea per part de la seva mare. Bastida té la nacionalitat mexicana i xilena.
Bastida i la seva família es van mudar a la ciutat de Nova York quan les inundacions extremes van arribar a la ciutat natal de San Pedro Tultepec el 2015, després de tres anys de sequera.
Bastida va assistir a The Beacon School. Es va matricular a la Universitat de Pennsilvània el 2020.

## Activisme
Va iniciar el seu activisme amb un club ecologista. El club va protestar a Albany i al New York City Hall i va fer pressió a favor de la CLCPA (la Llei de protecció sobre els dirigents del clima i de la comunitat) i el projecte de llei dels edificis bruts. Va ser llavors quan va parlar de Greta Thunberg i els seus atacs climàtics.
Bastida va pronunciar un discurs sobre Cosmologia Indígena al 9è Fòrum Urbà Mundial de les Nacions Unides i va rebre el premi "Esperit de l'ONU" el 2018.
Va dirigir la seva escola secundària, The Beacon School, en la primera gran vaga climàtica a la ciutat de Nova York el 15 de març del 2019. Ella i Alexandria Villaseñor van donar la benvinguda oficialment a Greta Thunberg a la seva arribada amb vaixell a Europa el setembre del 2019 per assistir a la cimera de les Nacions Unides sobre el clima.
Teen Vogue va llançar el curtmetratge documental We Rise sobre Bastida el desembre de 2019. Bastida també ha col·laborat amb la pel·lícula documental 2040 per crear un vídeo curt titulat Imagine the Future que explora com podrien ser els paisatges naturals i els paisatges urbans en el futur.
Bastida va contribuir a All We Can Save, una antologia de dones que escriuen sobre el canvi climàtic. Recentment, va parlar a la Cimera de Lideratge sobre el Clima organitzada per l'Administració Biden, pronunciant un discurs instant als líders mundials a participar més en l'activisme climàtic.
Tot i que no va poder votar als Estats Units perquè no és ciutadana nord-americana, Bastida va indicar el seu suport a la senadora de Massachusetts Elizabeth Warren a les eleccions presidencials del 2020, tot i que va subratllar el bipartidisme del moviment climàtic.

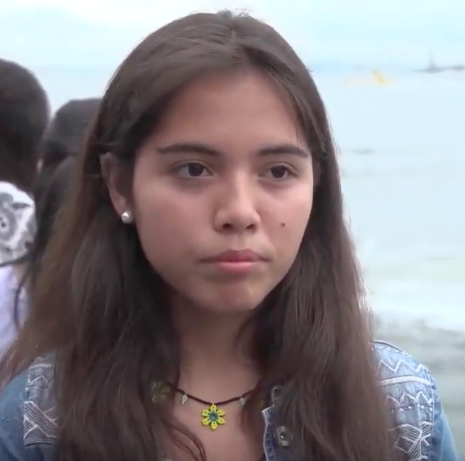
Xiye Bastida dock 2019

## Filmografia
- We Rise (2019)
- Imagine the future (2020)